# Brunnenbau

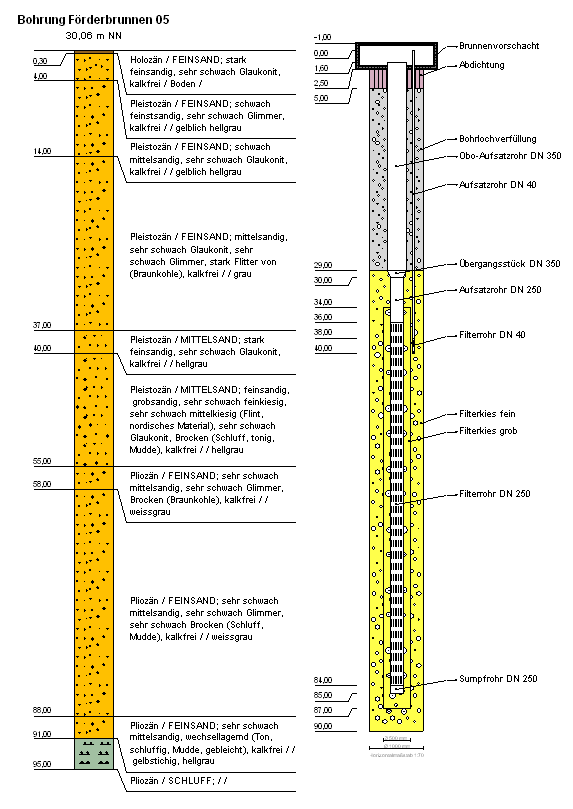
Schematische Ausbauzeichnung eines Bohrbrunnens mit geologischem Schichtenprofil

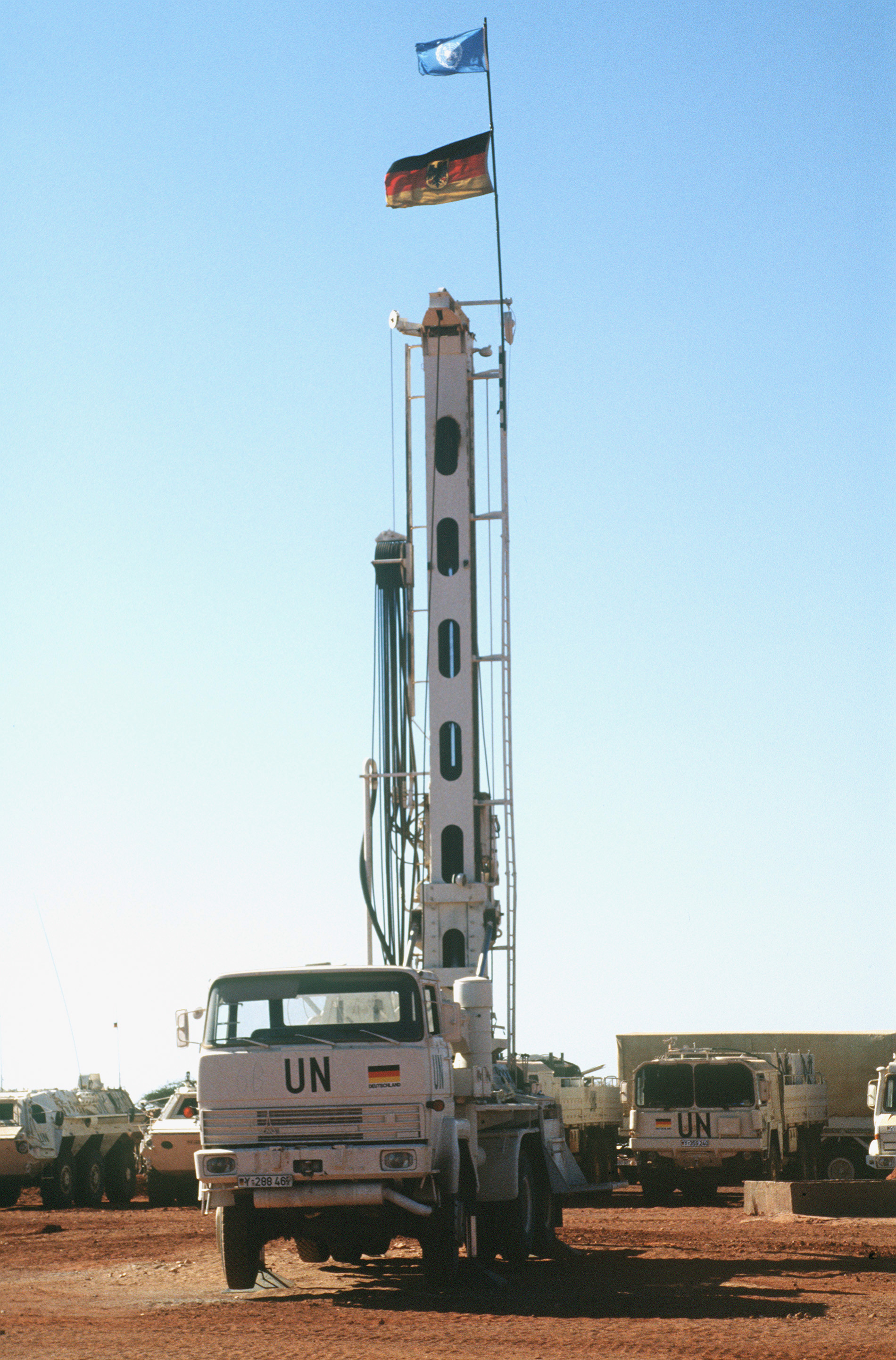
Zum Brunnenbau umgenutzter Sprengschacht-Fertiger B3A auf Magirus-Deutz 310D26FAK in Matabaan (Somalia)

Der Brunnenbau dient der Errichtung von Bauwerken zur Förderung und Überwachung des Grundwassers. Diese Bauwerke umfassen in der Regel Brunnen und Grundwassermessstellen.
Folgende Bauarten sind gebräuchlich:

## Schachtbrunnen
Durch manuellen oder maschinellen Aushub wird ein vertikaler Schacht bis in den Grundwasserkörper errichtet. Im Zuge des Tieferschreitens wird der Schacht mit Mauerwerk oder Betonfertigteilen gesichert. Die Zuströmung des Grundwassers zum Brunnen erfolgt durch die Sohle des Schachtes und/oder eine vertikale Filterstrecke. Ein Zufluss von Tagwässern wird durch Abdichten des oberen Teils des Brunnenschacht-Ausbaues (Zementmörtel und außen herum Lehm), einen erhöhten Rand sowie durch Umpflastern erreicht.
Eine Sonderform des Schachtbrunnes ist der Kanat.
Burgbrunnen sind sehr häufig Schachtbrunnen.

### Kesselbrunnen
Ein Kesselbrunnen ist ein gegrabener Brunnen mit einem Innenausbau aus Ziegeln oder Stein, früher auch aus Holz. Unterhalb des Grundwasserpegels ist eine sogenannte Brunnenbüchse, die den Wasserzustrom ermöglicht. Sie war aus Holz (beispielsweise und vorzugsweise Eichenholz). Die Herstellung des Brunnens erfolgte je nach Untergrund und Epoche, indem man zunächst ein viereckiges, mit Holzbohlen gesichertes (Pölzung genannt) Loch grub und ab der Brunnensohle innen zylindrisch aufmauerte. Eine weitere Methode ist das Mauern von oben nach unten, indem segmentweise (beispielsweise zwei gegenüberliegende Viertel freigraben und ausmauern) unter der errichteten Mauer abgegraben und gemauert wird. Durch den segmentweisen Abtrag ist das errichtete Mauerwerk vorübergehend gesichert.

### Senkbrunnen
Die Errichtung eines Schachtbrunnens bei einfacher Bauweise für kleine Tiefen kann bei weichem Grund unter Verwendung von Beton-Schachtringen (Durchmesser z. B. 1.000 mm) erfolgen und läuf folgendermaßen ab (diese Arbeit ist gefährlich und sollte von einem Fachunternehmen ausgeführt werden):
- In eine kleine Vertiefung wird der erste Schachtring gesetzt. Dieser erste Ring kann an der Unterseite mit einer Stahlschneide versehen sein.
- Der Boden unter dem ersten Schachtring wird ausgehoben, der Schachtring sinkt nach, weitere Schachtringe können aufgesetzt werden.

Diese Art des Brunnenbaus ist analog auch bei gemauerten Brunnen möglich:
Statt vorgefertigter Betonringe wird ein Brunnenkranz gemauert und dieser sinkt nach jeder Abteufung stetig nach. Der Mauerkranz wird oben weiter aufgemauert.
Senkbrunnen, auch Versenkbrunnen genannt, können nur in geringe Tiefen gebaut werden, da die Reibung des Ausbaus ansonsten zu groß ist und ein weiteres Absenken verhindert.

## Ramm- und Schlagbrunnen
Ein Rohr mit Spitze und unten angeordneter Filterstrecke (offener Teil des Rohres) wird bis in das Grundwasser durch Rammen vorgetrieben. Diese Methode wird besonders von Hobbywerkern bei kleinen Anlagen und geringen Tiefen verwendet. Der Schlagbrunnen wird auch als Abessinierbrunnen oder Norton-Brunnen bezeichnet. Vorteil: leicht und kostengünstig zu errichten. Nachteil: die Fördermenge ist aufgrund der kleinen Filteroberfläche gering. Bei zu hohen Strömungsgeschwindigkeiten am Filter aufgrund zu großer Wasserentnahme bilden sich schnell Ablagerungen, die die Lebensdauer in Abhängigkeit von der Bodenbeschaffenheit auf wenige Jahre verringern können.

## Bohrbrunnen
Eine Bohrung wird bis in den Grundwasserleiter vorgetrieben. Im Bereich der wasserführenden Schicht ist eine Filterstrecke vorgesehen. Die Filterstrecke entsteht üblicherweise durch die Kiesschüttung, welche bei verrohrter und unverrohrter Bohrung ausgeführt werden kann. Oft erfolgt eine einfach oder mehrfach abgestufte Schüttung, wobei die größte Korngröße direkt am Filterrohr anliegt. Selbst bei Bohrungen im Festgestein wird oft Kies eingebracht, hier aber vor allem mit einer Stützfunktion und präventiv hinsichtlich der Erosion. Alternativ werden auch Glaskugeln verwendet. Diese Methode kann bis in große Tiefen (über 1.000 m) eingesetzt werden.

## Sickerrohrleitungen
Zur Erschließung flach liegender und gering mächtiger, aber ausgedehnter wasserführender Schichten dienen horizontale Sickerrohrleitungen, ursprünglich entwickelt aus offenen Sickergräben. Dazu werden in mindestens 4 bis 5 Metern Tiefe meist Brunnenfilterrohre verwendet, die auf Länge und Umfang vollständig durchlässig ausgebildet sind.

## Quellfassungen
Eine potentielle Quelle soll möglichst an der Austrittsstelle, vor Verunreinigungen geschützt, ohne ein Anstauen gefasst werden. Quellfassungen sind oft in hygienischer Hinsicht problematisch.

## Horizontalfilterbrunnen
Von einem Schacht ausgehend werden horizontale Bohrungen mit Filterstrecken in den Grundwasserkörper vorgetrieben (Horizontalbrunnenbau). Diese Brunnen ermöglichen große Entnahmemengen.
Die Brunnen sind durch eine Abdeckung und eine seitliche Abdichtung des Schachtes oder der Bohrung gegenüber der Oberfläche gegen das Eindringen von Verunreinigungen zu sichern.
Die Wasserförderung kann durch saugende Pumpen oder Tauchpumpen bzw. Unterwassermotorpumpen erfolgen. Die Wasserentnahme richtet sich nach der Ergiebigkeit des Grundwasservorkommens und der Leistungsfähigkeit der Filterstrecke, die ein Ausschwemmen des Bodens in den Brunnen zu vermeiden hat.

## Richtlinien
Brunnen, die einer Wasserentnahme zu technischen Zwecken dienen, wie etwa zur Erdwärmegewinnung durch eine Grundwasserwärmepumpe sollten von Fachfirmen geplant und errichtet werden, die ein Zertifikat nach DVGW W 120 oder eine vergleichbare Qualifikation besitzen und sind nach dem Stand der Technik zu errichten, der sich in der Regel an der VDI-Richtlinie 4640, der DIN 8901 sowie allgemein den DVGW-Merkblättern orientiert.
Häufig wird gefordert, einen Brunnenkopf zu errichten, der sich an den Vorgaben des DVGW-Regelwerks W 122 „Abschlussbauwerke für Brunnen der Wassergewinnung“ orientiert, um das Eindringen von Oberflächenwasser zu verhindern.
DVGW-Arbeitsblätter
- W 110 Geophysikalische Untersuchungen in Bohrungen, Brunnen und Grundwassermessstellen – Zusammenstellung von Methoden und Anwendung
- W 115 Bohrungen zur Erkundung, Gewinnung und Beobachtung von Grundwasser
- W 116 Verwendung von Spülungszusätzen in Bohrspülungen bei Bohrarbeiten im Grundwasser
- W 118 Bemessung von Vertikalfilterbrunnen
- W 119 Entwickeln von Brunnen durch Entsanden – Anforderungen, Verfahren, Reststandgehalte
- W 120 Verfahren für die Erteilung der DVGW-Bescheinigung für Bohr- und Brunnenbauunternehmen, 1991[3]
- W 121 Bau und Betrieb von Grundwasserbeschaffenheitsmessstellen
- W 122 Abschlussbauwerke für Brunnen der Wassergewinnung
- W 123 Bau und Ausbau von Vertikalfilterbrunnen
- W 128 Bau und Ausbau von Horizontalfilterbrunnen
- W 130 Brunnenregenerierung
- W 135 Sanierung und Rückbau von Bohrungen, Grundwassermessstellen und Brunnen

## Brunnen-Pumpen
Die maximale Saughöhe einer Pumpe entspricht dem Luftdruck der Atmosphäre minus dem Dampfdruck von Wasser (Faustregel für kaltes Grundwasser: 5–12 Torr bei 5–12 °C). Dies entspricht auf Meereshöhe dem Druck einer 10,13 Meter hohen Wassersäule. Aus diesem Grund lässt sich mit einer Saugpumpe theoretisch Wasser nur aus einer Tiefe bis maximal 10,13 Meter fördern, praktisch nur aus einer Tiefe von etwa sieben bis acht Metern.
Noch um 1970 wurden elektromotorisch angetriebene Kreiselpumpen von Hauswasseranlagen typisch am Grund eines besteigbaren Schachts von etwa 1 m Durchmesser aufgestellt. Der Schachtgrund sollte dauerhaft oberhalb des schwankenden Grundwasserspiegels liegen, da der Elektromotor nicht wasserfest ausgeführt war und ein Mensch hier stehend oder hockend arbeiten können sollte.
Das eigentliche Brunnenrohr besteht in der Regel aus Stahl, hat etwa 12–20 cm Durchmesser, ist maximal 10 m lang und wird bis unterhalb des niedrigsten zu erwartenden Grundwasserspiegels abgeteuft. Zweckmässig hat es im ins Grundwasser eintauchenden Bereich seitliche Bohrungen, Schlitze oder feine Drahtgitter, um den Eintritt des Grundwassers zu ermöglichen, während Sand und Kies außen gehalten werden.
In das Brunnenrohr wird das Saugrohr, ein Gewinderohr mit etwa 3 cm Durchmesser, für die Motorpumpe hinuntergelassen. Am unteren Rohrende befindet sich ein Saugkorb mit etwa 6 cm Durchmesser (geschlitztes Gusseisen oder Siebgitter) und ein Rückschlagventil, das die Wassersäule im Rohr hält, wenn die Pumpe stillsteht.
Das Saugrohr kann oben von über dem Brunnenrohr liegenden Querriegeln gehalten werden. Die Tiefenlage des Saugrohrs wird so eingestellt, dass der Saugkorb über dem Grund des Brunnensumpfs liegt, um das Einsaugen von Feinteilen zu verhindern. Das Saugrohr wird beispielsweise über einen Holländer oder Flansch mit der Pumpe verbunden.
Selbstansaugende Pumpen können auch ohne Wasserfüllung einen Unterdruck erzeugen, der ausreicht, um die Wassersäule bis zur Pumpe zu heben. In einfache Pumpen müssen zunächst über einen obenliegenden Füllstutzen (mit Verschlussschraube) mehrere Liter Wasser gegossen werden, um das Saugrohr zu befüllen und die Pumpe zu entlüften. Erst wenn die Pumpe mit Wasser gefüllt ist, arbeitet sie effektiv und erreicht den vorgesehenen Druck.
Tauchpumpen, die sich unter dem Grundwasserspiegel befinden, können über eine verlängerte Achse von einem im Trockenen aufgestellten Elektromotor angetrieben werden.
Heute werden vielfach korrosionsfeste und abgedichtete Unterwasserpumpen eingesetzt. Diese haben die Form eines Zylinders und sind ab 75 mm Durchmesser erhältlich. Typisch ist ein Durchmesser von 93 mm zur Verwendung mit Brunnenrohren mit 100 mm Innendurchmesser. Sie werden an einem Seil bis etwa 1 m oberhalb des Brunnensumpfs bzw. dem Ende des Brunnenrohrs abgelassen, um keine Sandpartikel einzusaugen, welche Pumpenmechanik und Rohrarmaturen verschleißen lassen.
Wird ein Polypropylenrohr mit dünner Wandstärke als Druckrohr verwendet, sollte eine Pumpe mit Sanftanlauf verwendet werden, um Druckschläge auf das Rohr zu reduzieren. Beim Betrieb ist auf Frostfreiheit der wasserführenden Elemente zu achten. Auch wenn der Grund des Brunnenschachts in frostfreier Tiefe im Boden liegt, kann die stillstehende Pumpe binnen mehrerer Stunden durch die in den Schacht eindringende Kaltluft einfrieren. Bei großer Kälte kann auch der Wärmeverlust durch den Schachtdeckel hierfür ausreichen.
Handpumpen mit Pumpenschwengel tauchen mit ihrem Rohr von typisch 1¼ Zoll Nenndurchmesser in das Grundwasser. Am oder nahe dem oberen Ende des Rohrs ist ein Rückschlagventil eingebaut. Darauf sitzt ein gusseiserner Zylinder mit etwa 75 mm Innendurchmesser, in dem der Kolben mit Lederdichtung und Ventil von einem Pleuel durch den Schwengel auf- und abbewegt wird. Bei größerer Saughöhe ist es hilfreich, den Zylinder der Pumpe zunächst manuell mit Wasser zu füllen.
Um einen gleichmäßigeren Druckverlauf zu erreichen und einen allzu häufigen Anlauf der Pumpe zu vermeiden, werden Druckkessel (Membran- oder Windkessel) verwendet, die auch im Brunnenschacht untergebracht werden können.